# ナク
ナク（モンゴル語: Naqu、中国語: 脳忽、生没年不詳）は、チンギス・カンの孫のグユクの息子で、モンゴル帝国の皇族。『元史』などの漢文史料では脳忽/納忽、『集史』などのペルシア語史料ではناقوNāqūと記される。

## 概要
ナクはモンゴル帝国の第3代カアンのグユク・カンとオグルガイミシュとの間に生まれた。同母兄にはホージャ・オグル太子、異母弟にはホクがいる。
ナクの祖父のオゴデイ・カアンが亡くなった時、有力なカアン候補にはオゴデイの庶長子のグユクとトルイ家のモンケがいたが、皇后ドレゲネの強い後押しによってグユクの即位が実現したという経緯があった。グユクが即位後数年で亡くなった後、やはり有力なカアン候補としてモンケが浮上したが、ナクとホージャ・オグルの兄弟はオゴデイが生前に後継者に指名していたシレムンを擁立することでこれに対抗しようとした。
しかしジョチ・ウルス当主バトゥという強力な後ろ盾を有するモンケが大多数の支持を集め、モンケが第4代カアンとして即位することになった。モンケの対立候補であったシレムン及びホージャ・オグルとナク太子の兄弟はこの結果に不満を抱き、クーデターを計画したものの、事前に露見して捕らえられてしまった。モンケはモンゴルの慣習として皇族の命を取ることはなかったが、主犯格であるナク、ホージャ・オグルらは軍営にて禁錮されることとなった。
これ以後ナクらが史料に現れることはなくなり、グユク家の財産はナクの弟で未だ幼く陰謀に関わっていなかったホクが継承することとなった。

## ナク王家
『元史』にはナクの子孫について記述がないが、『集史』にはチャバト（Čabat,چباتChabāt）という息子がいたと記されている。チャバトはカイドゥ（オゴデイ家）・バラク（チャガタイ家）・ベルケ（ジョチ家）の三者による「タラス会談」を経てバラクがフラグ・ウルスの領土を奪うためにアム河を渡った際、一千騎を率いてバラク軍に参加していた。しかし行軍中にチャバトはバラクと諍いを起こし、途中で軍を離れて引き返すこととなった。ブハラにまで至ったところでバラクの息子のベク・テムルがチャバトを始末せんと追いつき、チャバトは僅か9騎とともにカイドゥの勢力圏にまで逃れた。バラクはフラグ・ウルス当主アバカとの戦い（カラ・スゥ平原の戦い）で完敗し間もなく亡くなったものの、チャバトもまたそれまでの心労がたたってすぐに亡くなった。

## グユク王家
- グユク・カン(Güyük Qan,貴由/ گيوك خانGuyūk khān)
  - ホージャ・オグル(Qaračar,忽察/خواجه اغولKhwaja Āghūl)
    - トクメ(Tükme,禿苦滅/توکمهTūkme)
    - ブスジュ・エブゲン(Tötaq,بوسجو ابوکان)
    - 南平王トゥクルク(Tuqluq,禿魯/توقلوقTūqlūq)
    - イルゲンツェン王(Irgendzan,亦児監蔵)
    - オルジェイ・エブゲン王(Ölǰei Ebügen,完者也不干)

  - ナク太子(Naqu,脳忽/ناقوNāqū)
    - チャバト(Čabat,چباتChabāt)

  - ホク大王(Hoqu,禾忽/هوقوHūqū)